# Igor Štimac
Igor Štimac (Metković, 1967. szeptember 6. –) horvát válogatott labdarúgó, jelenleg a indiai labdarúgó-válogatott szövetségi kapitánya.
A nemzeti csapat tagjaként részt vett az 1996-os Európa-bajnokságon és az 1998-as labdarúgó-világbajnokságon, ahol a bronzérmet jelentő harmadik helyet szerezték meg.
A 2012-es Európa-bajnokság után jelentették be, hogy ő váltja Slaven Bilićet a horvát nemzeti-válogatott élén. Irányítása alatti első mérkőzését Svájc ellen játszotta a válogatott és 4–2-es vereséget szenvedett.

## Külső hivatkozások
- Igor Štimac Archiválva 2012. november 8-i dátummal a Wayback Machine-ben – a FIFA.com honlapján
- Igor Štimac – a National-football-teams.com honlapján